# Rolf Harris
Rolf Harris (Bassendean, 30 de março de 1930 – Bray, 10 de maio de 2023) foi um artista australiano cuja carreira abrangeu trabalhos como músico, compositor, comediante, ator, pintor e personalidade de televisão. Ele foi condenado em 2014 pelo abuso sexual de quatro meninas menores de idade, o que efetivamente encerrou sua carreira.
Ficou amplamente conhecido por suas composições musicais "Tie Me Kangaroo Down, Sport" (Top 10 na Austrália, Reino Unido e Estados Unidos), "Jake the Peg" e  "Two Little Boys" (que alcançou número 1 no Reino Unido). Ele costumava usar instrumentos incomuns em suas performances: ele tocava o didjeridu; é creditado com a invenção da placa de oscilação; e está associado ao stylophone. Durante as décadas de 1960 e 1970, Harris tornou-se uma personalidade popular da televisão no Reino Unido, apresentando posteriormente programas como Rolf's Cartoon Club e Animal Hospital. Em 2005, ele pintou um retrato oficial da rainha Isabel II. Viveu em Bray, Inglaterra, por mais de seis décadas.
Em julho de 2014, aos 84 anos, Harris foi condenado a cinco anos e nove meses de prisão por doze acusações de agressão sexual a quatro adolescentes do sexo feminino durante as décadas de 1970 e 1980. Ele foi libertado sob licença em 2017, após cumprir quase três anos. Após sua convicção, ele foi destituído de muitas das honras que recebeu em sua carreira, incluindo a Ordem da Austrália e a Ordem do Império Britânico.

## Morte
Harris morreu em 10 de maio de 2023 em Bray devido a um câncer de pescoço.